# Annapolis (Illinois)
Annapolis es un lugar designado por el censo ubicado en el Crawford en el estado estadounidense de Illinois. En el Censo de 2010 tenía una población de 55 habitantes y una densidad poblacional de 685,02 personas por km².

## Geografía
Annapolis se encuentra ubicado en las coordenadas 39°8′44″N 87°48′56″O / 39.14556, -87.81556. Según la Oficina del Censo de los Estados Unidos, Annapolis tiene una superficie total de 0.08 km², de la cual 0.08 km² corresponden a tierra firme y (0%) 0 km² es agua.

## Demografía
Según el censo de 2010, había 55 personas residiendo en Annapolis. La densidad de población era de 685,02 hab./km². De los 55 habitantes, Annapolis estaba compuesto por el 100% blancos, el 0% eran afroamericanos, el 0% eran amerindios, el 0% eran asiáticos, el 0% eran isleños del Pacífico, el 0% eran de otras razas y el 0% pertenecían a dos o más razas. Del total de la población el 0% eran hispanos o latinos de cualquier raza.